# Philippe de Montmorency, Horne grófja
II. Philippe de Montmorency–Nivelle, Horne grófja (Ooidonk kastély, Nevele grófság, Spanyol-Németalföld, 1526. – Brüsszel, 1568. június 5.), neve flamandul Filips van Montmorency, graaf van Horne, franciául Philippe de Montmorency, comte de Hornes: a Montmorency-házból származó katolikus főnemes, Horne (Hoorn) grófja, Heusden, Altena és Weert bárója, az Aranygyapjas rend lovagja, II. Fülöp spanyol király alatt Flandria és Artois helytartótanácsainak tagja, a németalföldi szabadságküzdelmek egyik vezéralakja és mártírja. Harcostársával, Lamoraal van Egmont gróffal együtt Alba hercege halálra ítéltette és Brüsszel főterén kivégeztette. Grófi családnevét Hoorne, Horne, Horn alakokban is írják.

## Élete

### Származása, ifjúsága

Philippe de Montmorency

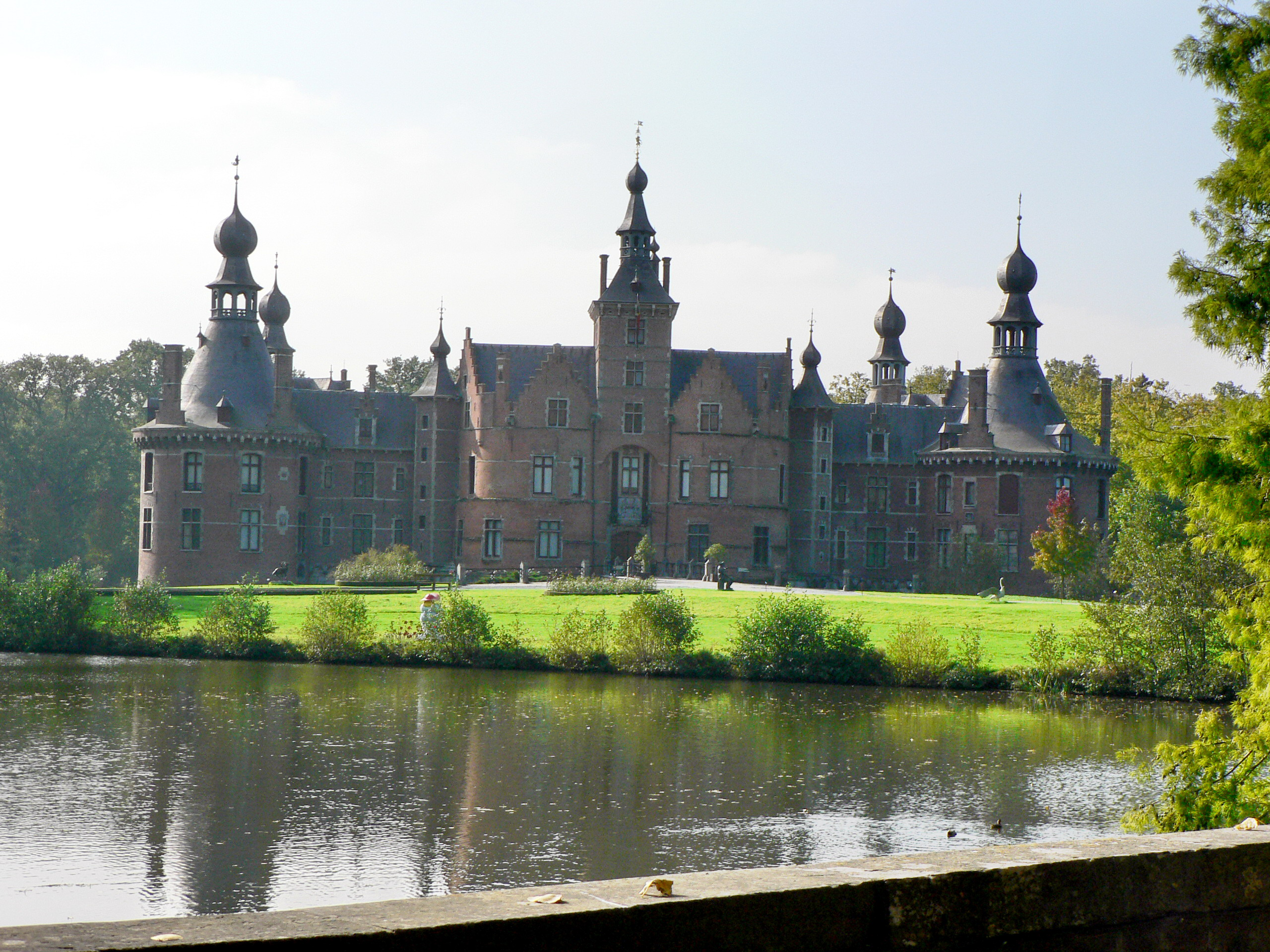
Az ooidonki kastély

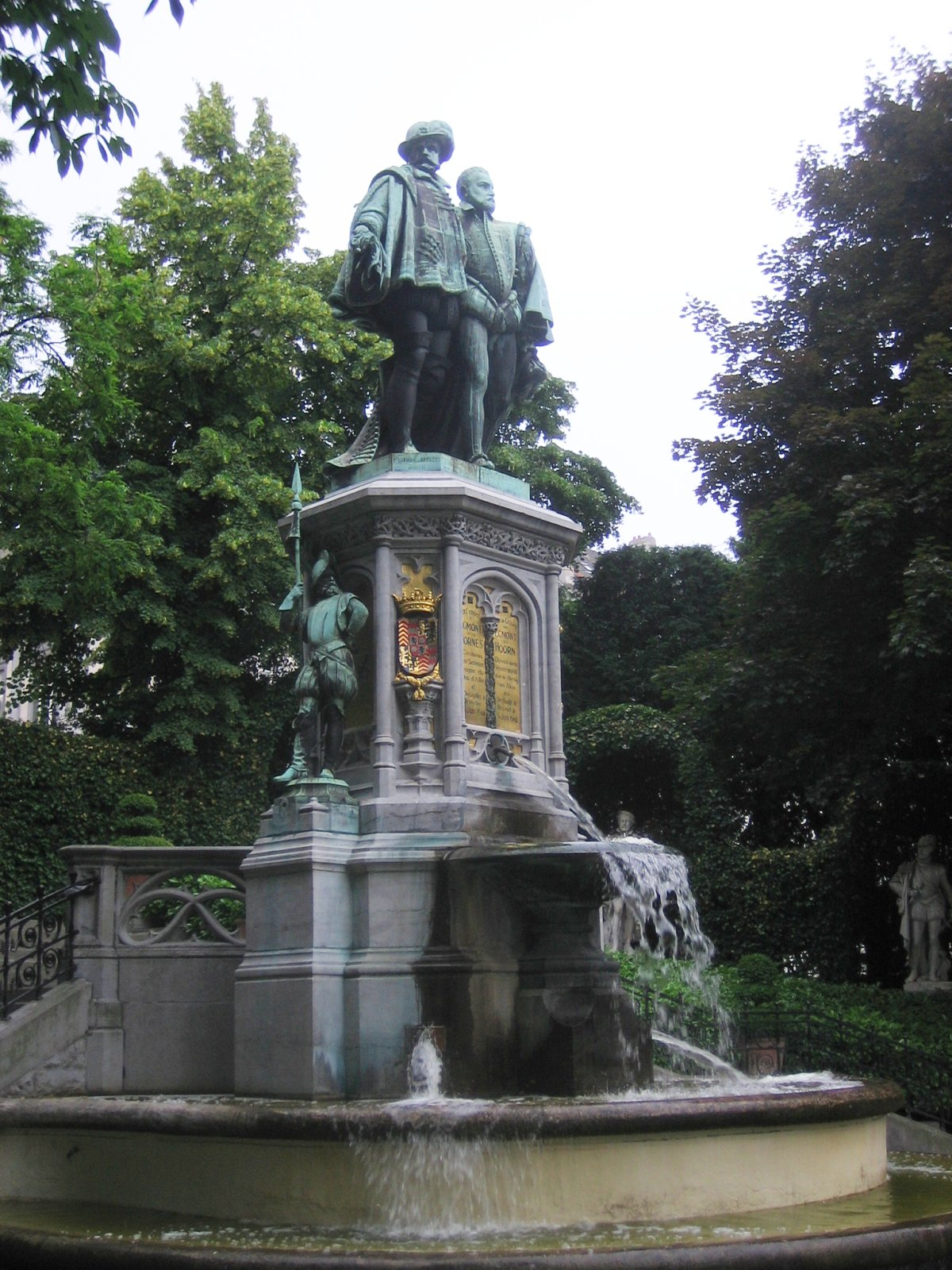
Lamoraal van Egmont és Horne grófok emlékműve a brüsszeli Petit-Sablon parkban.

Philippe de Montmorency gróf a kelet-flandriai Nevele tartományban, az Ooidonk kastélyban született. Édesapja Joseph de Montmorency (Jozef van Montmorency) volt, Nevele grófja († 1530), édesanyja Anna van Egmont (Jeanne d'Egmond) grófnő.
Apja 1530-ban Itáliában halt meg, özvegyen maradt anyja férjhez ment II. Jan van Horne (van Hoorn) grófhoz, aki örökbe fogadta Jeanne első házasságából született gyermekeit, akik ezután az ő nevét viselhették. Mostohaapjának 1540-ben bekövetkezett halála után Philippe örökölte apjának címét, Horne grófja lett. Philippe öccsét, Floris van Horne-t, Montigny báróját, Leuze földesurát (1528–1567) Spanyolországban kivégezték.
Anyjának egyik unokahúga, a vele azonos nevű Anna van Egmont (1533–1558), Buren grófnője, Maximilian van Egmont és Françoise de Lannoy leánya, 1551-ben Orániai Vilmosnak, a „hallgatag hercegnek” (1533–1584) első felesége lett.
Philippe gróf előbb apródként, majd kamarásként szolgált V. Károly német-római császár, spanyol király udvarában. 1546-ban feleségül vette Walburgis von Neuenahr pfalzi grófnőt (a grófság mai neve: Bad Neuenahr-Ahrweiler). 1555-ben Gelderland hercegség (ma: (Gelre tartomány) királyi helytartójává (stathouder) nevezték ki, majd 1556-ban Flandria admirálisává emelték, és az Aranygyapjas rend lovagjává avatták.
Az 1557-es saint-quentini csatában Mansfeld gróf oldalán Philippe de Montmorency gróf vezette a spanyol gyalogság jobbszárnyának végső, sikeres rohamát a francia királyi csapatok ellen, amelyeket rokona, Anne de Montmorency connétable (1492–1567) parancsnokolt.

### Politikai tevékenysége
1559-ben II. Fülöp király átadta Németalföld kormányzását féltestvérének, Margit pármai hercegnőnek (1522–1586), V. Károly német-római császár törvénytelen leányának. A kis flottaköteléket, amely a királyt Németalföldről Spanyolországba szállította, Philippe de Montmorency admirálisként irányította. 1563-ig a madridi királyi udvarban élt.
1563-ban tért vissza, és nyomban csatlakozott azokhoz az elégedetlen főnemesekhez, akik ellenezték II. Fülöp erőteljesen katolizáló politikáját, a németalföldi spanyol közigazgatás túlkapásait, és sérelmezték a németalföldi polgárok hátrányos gazdasági helyzetét. Toleranciát (vallásszabadságot) kívántak. A szervezkedés vezetője Orániai Vilmos volt, a „hallgatag herceg” (1533–1584) és Lamoraal van Egmont gróf (1522–1568) volt, mindketten Horne grófjának államtanácsbéli társai. Margit hercegnő békülékeny politikát folytatott, de főminisztere, Granvelle – aki a spanyol Inkvizíciót is behozta Németalföldre – tartott a kezdődő forradalmi mozgolódástól és kemény kezű irányítást szorgalmazott. Horne grófja, Orániai Vilmossal és Egmont gróffal együttműködve 1564-ben sikeresen megbuktatták Granvelle főminisztert (1564), a mérsékeltebb Margit hercegnővel pedig szívós tárgyalásokat folytattak.

### Bukása, kivégzése
1567 augusztusában azonban II. Fülöp király Don Fernando Álvarez de Toledo y Pimentelt, Alba 3. hercegét (1507–1582) katonai és politikai teljhatalommal Németalföldre küldte, hogy állítsa helyre a királyi hatalmat a tartományokban. Orániai Vilmos elmenekült a fővárosból, Egmont és Horne grófoknak is ezt tanácsolta, de ők biztonságban érezték magukat, és helyükön maradtak. Egmont grófja lojálisnak mutatkozott, Alba hercegének oldalán lovagolt be Brüsszelbe. Margit hercegnő régensi hatalma névlegessé vált, 1567 decemberében le is mondott.
Philippe de Montmorencyt, Horne grófját Lamoraal van Egmont gróffal együtt 1567. szeptember 9-én Alba hercege letartóztatta. A genti várban őrizet alá helyezték őket. Rögtönítélő bíróság (úgynevezett „Vértörvényszék”) elé kerültek annak ellenére, hogy mindketten katolikusok voltak. Az Aranygyapjas rend lovagjait megillető kiváltságaikat figyelmen kívül hagyták (hivatalosan csak maga a király ítélhetett volna felettük).
Felségárulás és lázadás bűnéért halálra ítélték őket. Utolsó éjszakájukat a brüsszeli Főteret (Grand-Place / Grote Markt) szegélyező Királyi házban (Maison du Roi / Broodhuis) töltötték. 1568. június 5-én Brüsszel főterén mindkettőjüket lefejezték, velük harcostársukat, Tobias van Leeuwent is. Alba hercege rajtuk kívül még 8000 németalföldi nemest és polgárt végeztetett ki, hasonló vádakkal, de nem tudta elfojtani a lázadásokat.
Filips van Montmorencyt, Horne grófját Weert városában, a Szent Márton-templomban (Sint Martinuskerk) temették el. A jogtalan kivégzések elemi erejű felháborodást váltottak ki, kirobbant a nyolcvanéves háború, ami elvezetett az észak-németalföldi spanyol hatalom megszűnéséhez.

## Emlékezete
- 1810-ben Ludwig van Beethoven (a hazáját meghódító I. Napóleon zsarnoksága elleni tiltakozásul) megkomponálta a világhírűvé vált Egmont-nyitányt, amely a Horne grófjával együtt kivégzett Lamoraal van Egmont grófnak állít emléket, és azóta az idegen elnyomás elleni harc általános jelképévé nőtt.
- Giuseppe Verdi 1867-ben bemutatott „Don Carlos” c. operájában a spanyol királyi udvarba érkező flandriai küldöttek a korabeli németalföldi sérelmeket adják elő.
- Louis Gallait belgiumi francia festő (1810–1887) több művén is megjelenítette Egmont és Hoorn grófok mártíromságát. Legismertebb ezek közül az 1851-ben elkészült „Végső tiszteletadás Egmont és Hoorn grófok előtt” („Derniers honneurs rendus aux comtes d'Egmont et de Hornes” c. festmény, ami „A levágott fejek” („Les têtes coupées”) címen híresült el. (A tournai-i Szépművészeti Múzeumban látható).
- 1864-ben a brüsszeli Főtéren (Grand-Place / Grote Markt), szemben a Királyi Házzal (Maison du Roi / Broodhuis), 1568-as kivégzésük helyszínén közös emlékszobrot emeltek Egmont és Hoorn grófoknak (Charles Auguste Fraikin belga szobrász művét).[3] 1879-ben az emlékművet áthelyezték a brüsszeli Egmont-palota elé, a Petit Sablon téri díszparkba, ahol ma is látható.

## Külső hivatkozások
- Horne grófjainak címere
- A Horne (Hoorn, Hornes) grófok családfái.